# Мухоловка бірюзова
Мухоловка бірюзова (Eumyias thalassinus) — вид горобцеподібних птахів родини мухоловкових (Muscicapidae). Мешкає в Азії.

## Опис
Забарвлення дорослих самців майже повністю бірюзове, за винятком чорної плями на обличчі навколо очей та сірої гузки. Самиці і молоді птахи мають блакитне забарвлення.

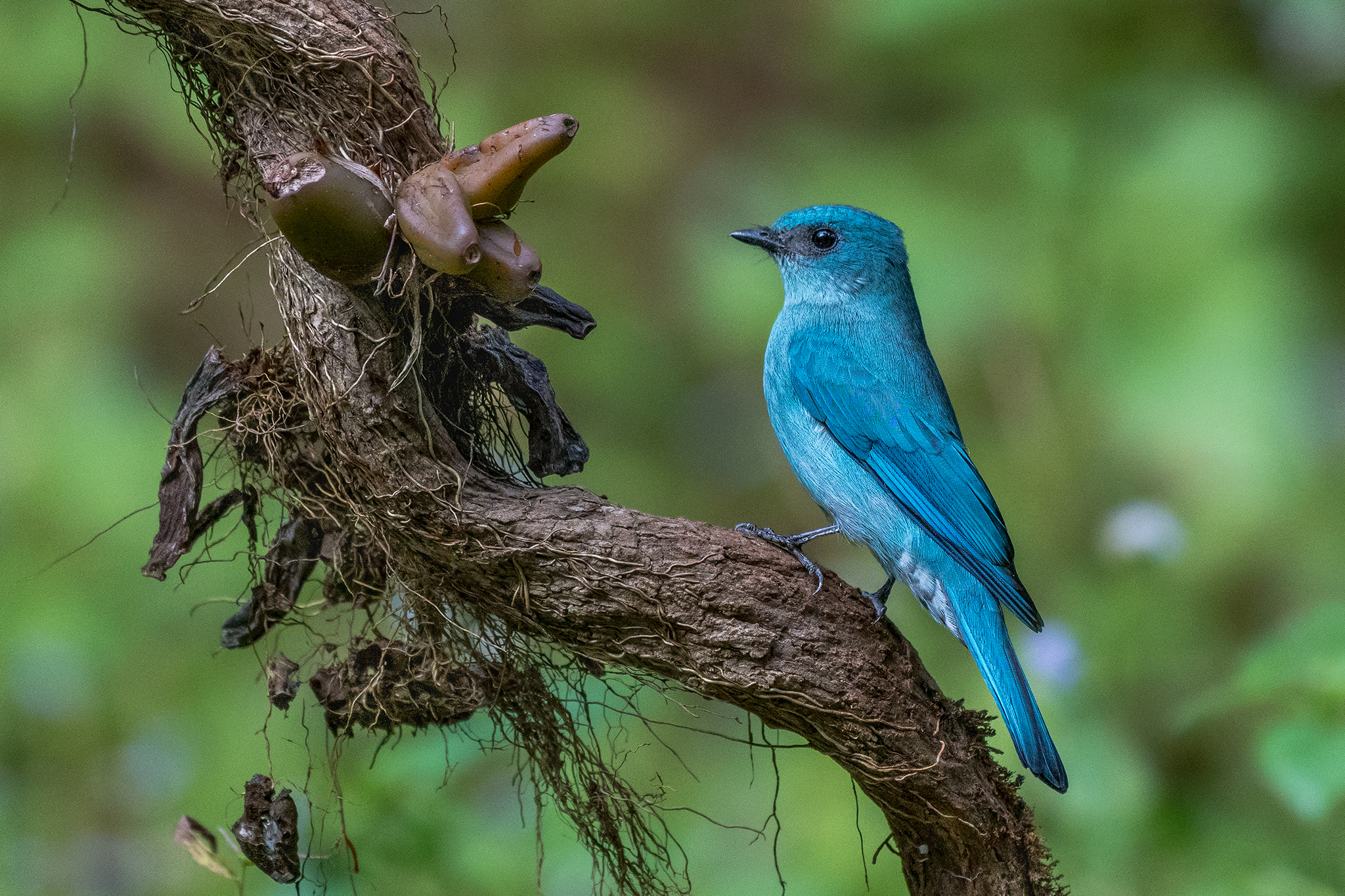
Бірюзова мухоловка

## Підвиди
Виділяють два підвиди:
- E. t. thalassinus (Swainson, 1838) — від Гімалаїв до центрального і південного Китаю, Індокитаю, північного Таїланду і центральної М'янми;
- E. t. thalassoides (Cabanis, 1851) — Малайський півострів, Суматра і Калімантан.

## Поширення і екологія
Бірюзові мухоловки поширені від північного Пакистану до Суматри. Гніздяться в горах, взимку мігрують на рівнини. Живуть в тропічних лісах, на болотах і плях, в парках і садах.